# Taurianova
Taurianova là một đô thị ở tỉnh Reggio Calabria trong vùng Calabria, Ý, có cự ly khoảng 80 km về phía tây nam của Catanzaro và khoảng 40 km về phía đông bắc của Reggio Calabria. Tại thời điểm ngày 31 tháng 12 năm 2019, đô thị này có dân số 15.280 người và diện tích là 47,8 km².
Đô thị Taurianova có các frazioni (các đơn vị cấp dưới, chủ yếu là các làng) San Martino, Amato (tiếng Hy Lạp: Amathous), Pegara (tiếng Hy Lạp: Pèghara), và Donna Livia.
Taurianova giáp các đô thị: Cittanova, Molochio, Oppido Mamertina, Rizziconi, Terranova Sappo Minulio, Varapodio.